# Aerobryopsis subpiligera
Aerobryopsis subpiligera là một loài Rêu trong họ Meteoriaceae. Loài này được (Hampe) M. Fleisch. mô tả khoa học đầu tiên năm 1905.